# 巴瑟斯特因萊特

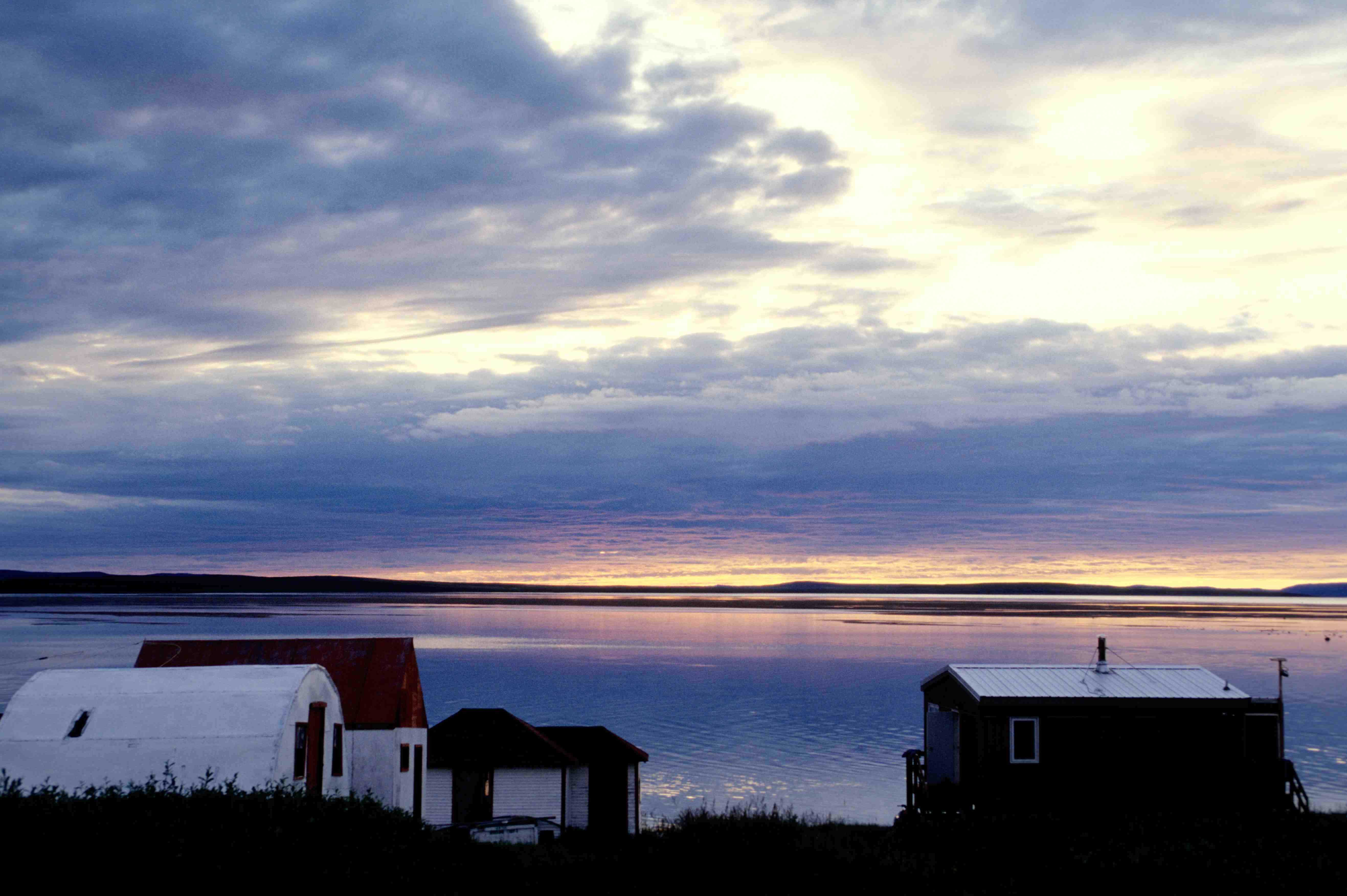
夏日黃昏

巴瑟斯特因萊特（英語：Barthust Inlet，Inuinnaqtun: Qingaun or Qingaut, 因努伊特語: ᑭᖓᐅᓐ）是加拿大努那福特的一個因紐特人社區。2001年有5名居民，2006年有0名居民。